# Ekvivalencija mase i energije
Ekvivalencija mase i energije ili Einsteinova relacija kaže da svakomu tijelu, koje miruje, treba pripisati energiju koja je jednaka umnošku mase toga tijela i kvadrata brzine svjetlosti. Na temelju te relacije (toga odnosa) može se zaključiti da su u jezgrama atoma sadržane goleme količine energije, jer je gotovo sva masa atoma koncentrirana u njegovoj jezgri. Modernim rezultatima o raznim nuklearnim reakcijama, o cijepanju atoma, o dobivanju jednoga dijela te energije u korisne (atomski reaktori) i u razorne svrhe ta je relacija, koju je 1905. postavio Albert Einstein, svestrano potvrđena i predstavlja jednu od osnovnih zakonitosti u prirodi.
U fizici ekvivalentnost mase i energije je koncept da sva masa ima energetski ekvivalent, te da sva energija ima maseni ekvivalent. Specijalna teorija relativnosti izražava ovaj odnos (samo u slučaju kada tijelo miruje) rabeći formulu ekvivalentnosti mase i energije:
{\displaystyle E=m\cdot c^{2}}
pri čemu je:
- E = energija ekvivalentna masi (u džulima),
- m = masa (u kilogramima), i
- c = brzina svjetlosti u vakuumu (u metrima po sekundi).

Nekoliko definicija mase u specijalnoj teoriji relativnosti se mogu valjano rabiti u ovoj jednadžbi, ali ako je energija u jednadžbi energija mirovanja, tada masa mora biti masa mirovanja (također zvana "invarijantna masa"). Jednadžba se popularno pripisuje A. Einsteinu 1905. u poznatim Annus Mirabilis ("divne godine") radovima, iako Einstein nije bio prvi koji je predložio relaciju između mase i energije, pa se jednadžba pojavljivala u radovima koji su prethodili Einsteinovu teoriju. U jednadžbi, c² je faktor očuvanja zahtijevan za pretvorbu (konverziju) iz jedinice mase u jedinicu energije, to jest, gustoća energije. U jediničnim terminima, E  (džula ili kg·m²/s²) = m (kilograma) pomnoženo sa (299 792 458 m/s)2.

## Objašnjenje
Postavlja se pitanje, zašto se kod transmutacije (pretvorbe) dušika u kisik nije pojavila toplina odnosno oslobodila energija, dok se kod transmutacije litija u helij pojavila energija. Na prvi pogled izgleda da tu ne vrijedi zakon o očuvanju energije, to jest koliko je energije uloženo, toliko se mora i dobiti, jer se ona ne može povećati ni smanjiti. 
To je pitanje riješio A. Einstein svojom teorijom relativnosti. On je dokazao da masa nije stalna i da je usko povezana s energijom. Što veću kinetičku energiju ima tijelo, to veći otpor stavlja promjeni svoje brzine, to jest to mu je masa veća. Ako neko fizikalno tijelo izgubi na energiji, taj se gubitak odmah očituje i u smanjenju mase. I obratno, dobiva li neko tijelo izvana energiju, njegova se masa povećava. Masa se, dakle, može pretvoriti u energiju, a energija u masu. Tromost, otpor protiv promjene brzine i energije nerazdvojno su povezane, to jest postoji stroga proporcionalnost između mase i energije. Masa i energija su osnovna svojstva materije, i nema energije bez mase, ni mase bez energije. 
Einstein je teoretski našao da bi se od jednog kilograma mase oslobodila energija od 9∙1016 džula. Kako je brzina svjetlosti u vakuumu c = 3 108 m/s, možemo pisati 1 kg = (3∙108)2 = 39∙1016 J, pa će onda od m kilograma mase nastati energija:
{\displaystyle E=m\cdot c^{2}}
To je zakon o ekvivalenciji mase i energije. Ovaj je zakon objasnio pojavu da su mase atomskih jezgri manje od zbroja masa svojih sastavnih čestica. Znamo da su alfa-čestica ili jezgra helijevog atoma sastoji od dva protona i dva neutrona. Prema tome bi atomska jezgra helijeva atoma morala biti jednaka zbroju masa od dvaju protona i dva neutrona, to jest: 2 atomske mase protona + 2 atomske mase neutrona = 2∙1,00813 + 2∙1,00894 = 4,03414, dok je međutim atomska masa He jezgre = 4,00386. Atomska masa He je dakle za 4,03414 - 4,00386 = 0,03028 manja nego što bi trebala da bude. Ta razlika između zbroja masa sastavnih čestica jezgre i stvarne mase atomske jezgre zove se defekt mase. 
Ova se činjenica objašnjava time da se pri nastajanju atomskih jezgara oslobađa energija, a smanjuje njihova ukupna masa. Kao što se kemijski elementi obično spajaju uz gorenje i oslobađanje topline, tako se protoni i neutroni spajaju u čvrste atomske jezgre oslobađajući pri tom nuklearnu energiju u obliku topline.
Kod raznih pretvaranja atomske jezgre izbacuju protone, neutrone ili alfa-čestice velikih brzina. Kod toga se opaža da se masa jezgre ne smanjuje samo za poznatu masu tih čestica, nego i za onu masu koja odgovara njihovoj kinetičkoj energiji. Što su veće kinetičke energije izbačenih čestica, veći je gubitak mase atomske jezgre. Iz razlike između zbroja masa sastavnih čestica (protona i neutrona) i stvarne mase atomske jezgre da se zaključiti kolika je energija vezanja atomskih jezgara. 
Najveći defekt mase, a prema tome i koncentraciju energije, ima uranijeva jezgra, a to je uzrok upotrebe uranija za dobivanje nuklearne energije. Što su čestice čvršće vezane u atomskoj jezgri, to je veći defekt mase. Prema tome možemo reći da uvijek kada dolazi do smanjenja mase mora doći i do emisije nuklearne energije. 
Sada možemo odgovoriti na pitanje zašto se kod transmutacije dušika u vodik i kisik nije pojavila toplina. Razlog je u tome što pri tom nije nastao defekt mase.

## Defekt mase
Defekt mase je gubitak mase prilikom prelaska sustava u niže energetsko stanje zbog emisije energije iz sustava. Defekt mase u skladu je s Einsteinovim zakonom o ekvivalentnosti mase i energije (1905.): 
{\displaystyle E=m\cdot c^{2}}
Iako je defekt mase općenita pojava kod svih izmjena energije, tim se pojmom obično označuje manjak mase atoma prema ukupnoj masi u njemu sadržanih nezavisnih protona, neutrona i elektrona; taj manjak potječe od gubitka energije potrebne za međusobno vezanje nukleona u atomskoj jezgri, a iznosi približno do 1% mase atoma. Kako je nuklearna energija vezanja po jednom nukleonu različita za pojedine jezgre, pri pretvorbi kemijskih elemenata potrebno je dovesti energiju izvana, ali i osloboditi energiju iz jezgre, ovisno o vrsti atoma. Energija vezanja po nukleonu raste, uz kolebanja, od deuterija do jezgara relativne atomske mase oko 60, a zatim dalje opada kod težih elemenata. Zbog toga je moguće dobiti energiju pri razbijanju najtežih elemenata (nuklearna fisija), a također i pri spajanju najlakših elemenata (nuklearna fuzija). Budući da je defekt mase posljedica emisije energije iz sustava, povratak u početno stanje moguć je samo ako sustav apsorbira istu količinu energije. 
Na primjer relativna atomska masa deuterija (2,01410 u ili unificirane jedinice atomske mase) manja je od zbroja masa protona (1,00728 u), neutrona (1,00866 u) i elektrona (0,00055 u) za 0,00238 u. Kako je (prema Einsteinovoj jednadžbi) unificirana atomska jedinica mase jednakovrijedna (ekvivalentna) 931,16 MeV, prilikom vezanja sporih neutrona s vodikom u deuterij emitira se u obliku gama zračenja energija od 2,225 MeV (= 0,00239 × 931,16 MeV). Mjerenja na obrnutom procesu, apsorpciji gama zračenja u deuteriju, pokazuju da se i za razbijanje deuterija utroši 2,225 MeV od apsorbirane energije. Iste pojave u zamršenijem obliku postoje i u složenijim atomima.

## Masa i energija
Običaj je da se kao jedinica mase uzima 1/16 mase kisikova atoma 8O16. U gramima iznosi ta jedinica 1,66∙10-24 g. U tim jedinicama imaju proton i neutron masu 1,01. Helijeva jezgra građena je od dva protona i dva neutrona, pa bismo očekivali da je njena masa 4,04. Međutim, masa helijeve atomske jezgre je manja. Zaokružena na dvije decimale iznosi 4. Slični "defekt" mase opaža se kod svih atomskih jezgri. One su nešto lakše od zbroja masa svih protona i neutrona. Je li to u suprotnosti s hipotezom da su jezgre građene od protona i neutrona?
Objašnjenje ovog paradoksa bila je jedna od najvećih pobjeda teorije relativnosti. Sasvim općenito je Einstein zaključio da je svaka energija vezana s izvjesnom tromom masom. Između energije i mase postoji osnovni odnos:
{\displaystyle E=m\cdot c^{2}}
To vrijedi za sve energije, bilo toplinsku, mehaničku, elektromagnetsku ili kemijsku. Sa svakom energijom dolazi i troma masa. Ako bilo koji fizički sistem izgubi nešto energije, taj se gubitak odmah očituje i u umanjenju mase sistema. I obratno, dobiva li neki sistem izvana energiju, njegova se masa povećava. Tromost (otpor prema promjeni brzine) i energija (sposobnost vršenja mehaničkog rada) nerazrješivo su povezane.
Budući da snop svjetlosti ima određenu energiju, ima i izvjesnu tromu masu. Snopu svjetlosti s energijom E pripada troma masa jednaka E/c2. Impuls toga snopa dan je umnoškom njegove mase i brzine. Impuls svjetlosti i je dakle jednak:
{\displaystyle i={\frac {E}{c^{2}}}\cdot c={\frac {E}{c}}}
Zbog svojeg impulsa svjetlost vrši tlak na tijela, na koja pada (tlak elektromagnetskog zračenja). Već prije postanka teorije relativnosti P. N. Lebedev je 1890. našao, da zrake svjetlosti pokreću sitne čestice. Time je on potkrijepio svoje nazore da svjetlost djeluje na materiju kao struja čestica.
Na prvi pogled čini se paradoksalnim govoriti o masi svjetlosti, jer se svjetlost ne može niti ubrzati niti usporiti. Brzina svjetlosti je konstantna. No zamislimo da imamo zračenje u šupljoj kocki na zidovima koji odbijaju (reflektiraju) svjetlost. Masa takve kocke, ispunjene zračenjem, tad se povećava za iznos sukladan (proporcionalan) energiji zračenja. Takvu kocku možemo teže ubrzati ako je u njoj zračenje, nego onda kad tog zračenja nema. Odatle vidimo da možemo s pravom govoriti o "masi" svjetlosti.
Dovođenjem toplinske energije također se povećava masa nekog tijela. Taj prirast mase dan je omjerom između topline i kvadrata brzine svjetlosti. Zbog goleme brzine svjetlosti pridošla masa s toplinom je izvanredno mala i ne da se mjeriti u normalnim prilikama. Isto tako se mase vrlo malo mijenjaju i pri kemijskim reakcijama. Zakon Lomonosova i Lavoisiera o održanju masa ne gubi iskustvenu valjanost.
Tek kod reakcija atomskih jezgri javljaju se tako velike energije da se promjene masa mogu direktno mjeriti. Očito se Einsteinov odnos može dokazati pri razbijanju litijevih jezgri pomoću protona. Nakon pogotka raspada se litijeva jezgra na dvije alfa-čestice. Kemijskim simbolima možemo tu reakciju pisati:
{\displaystyle {}_{3}^{7}\mathrm {Li} +{}_{1}^{1}\mathrm {H} \rightarrow {}_{2}^{4}\mathrm {He} +{}_{2}^{4}\mathrm {He} }
Mase tih atoma su poznate:
{\displaystyle {\mbox{masa}}\,{}_{3}^{7}\mathrm {Li} \,\,\,+\,\,\,\,\,\,\,\,\,\,\,{\mbox{masa}}\,{}_{1}^{1}\mathrm {H} \,\,\,\,\,\,\,\,\,\,\,\,\rightarrow {\mbox{masa}}\,{}_{2}^{4}\mathrm {He} +{\mbox{masa}}\,{}_{2}^{4}\mathrm {He} }
{\displaystyle 7,01822+1,00812=8,02634\rightarrow 2\cdot 4,00390=8,00780}
Vidi se da je masa dviju alfa-čestica lakša od ukupne mase litijeve i vodikove jezgre. Pokusima se opaža da alfa-čestice imaju toliku kinetičku energiju da ona rekompenzira izgubljenu masu. Time je Einsteinov odnos iskustveno strogo dokazan. Sukladnost (proporcionalnost) između mase i energije možemo uopće uvesti, nezavisno od svih teorijskih spekulacija, kao osnovni iskustveni zakon. 
U nuklearnoj fizici često je nepraktično da se energija mjeru u džulima. Uobičajena je jedinica 1 eV, odnosno milijun puta veća 1 MeV. Jedan elektronvolt (eV) jest energija koju zadobije elektron kad prođe električni napon od 1 volta (V). Dakle, u nuklearnoj fizici energije se mjere u MeV ili u jedinicama mase. Jedinica mase određena je kao 1/16 mase kisikova atoma 8O16. Ta mjerna jedinica je često prevelika, pa se uzima jedna tisućina. Za grubu procjenu dovoljno je zapamtiti da masi elektrona odgovara 0,5 MeV, a 1/1000 jedinice mase 1 MeV.
Pri razbijanju litija protonom imaju izbačene dvije alfa-čestice zajedno masu za 0,018 54 od zbroja masa litija i protona. Toj masi odgovara energija od 17,26 MeV. Proizvede li se ta reakcija s relativno sporim protonima tako da se njihova energija i impuls kod bilance mogu zanemariti, tad se opaža, da pri razbijanju dvije alfa-čestice polete u suprotnom smjeru, svaka s kinetičkom energijom od 8,63 MeV. To je samo jedan od golemog mnoštva procesa, koji nam pokazuju valjanost Einsteinova načela ekvivalentnosti mase i energije.
Na osnovu načela ekvivalentnosti mase i energije možemo vrlo točno odrediti masu neutrona. Za tu svrhu najzgodnije je uzeti deuterij, teški vodik. Njegove jezgre, takozvani deuteroni, građene su od jednog protona i jednog neutrona. Masa lakog i teškog vodikova atoma može se točno odrediti pomoću Astonova spektrografa masa ili na koji drugi način. Masa protona, uključivo jedan elektron, iznosi:
{\displaystyle M_{p}=1,00812}
Masa deuterona, uključivo jedan elektron, iznosi:
{\displaystyle M_{d}=2,01472}
Pokusima je utvrđeno da je za razbijanje deuterona potrebna energija od 2,185 MeV, što u jedinicama mase iznosi 0,002 35. Toliko mase izgubilo se dakle pri stvaranju deuterona iz protona i neutrona. Masa neutrona Mn plus masa protona Mp minus gubitak mase, prouzrokovan emisijom energije, mora dati stvarnu opažanu masu deuterona:
{\displaystyle M_{n}+1,00812-0,00235=2,01472}
Odatle proizlazi da je masa neutrona jednaka:
{\displaystyle M_{n}=1,00895}
Neutron je teži od protona za 2,5 elektronske mase.
Pri stvaranju atomskih jezgri oslobađale su se goleme energije. Sukladno (proporcionalno) tim emitiranim energijama umanjivale su se mase atoma. Iz defekta mase vidi se da su se prosječno u čitavom sustavu elemenata umanjile mase jezgre atoma za 1%. Zbog toga se kao jedinica i ne uzima masa vodikova atoma, nego se masa kisikova atoma 8O16 stavlja jednaka 16. Kod kisikova atoma iznosi već gubitak po neutronu ili protonu 0,01, pa se u tim jedinicama za sve atome dobivaju približno cijeli brojevi.
U masi atoma dolazi pored mase atomske jezgre i relativno znatno manja masa okolnih elektrona. Kod bilance energije, koja je prije iznijeta, nema to nikakvo značenje, jer ukupno neutralni atomi prije i poslije pretvorbe imaju oko sebe isti broj elektrona. Prema tome bit će sasvim dobro u fizici atomskih jezgri da računamo s masama neutralnih atoma. Želimo li posebno računati s elektronom, moramo njegovu masu računati kao 0,000 5, a energiju 0,51 MeV. 
Na relativistički odnos između energije i mase došli smo prvi put na osnovu iskustvene jednadžbe o promjenjivosti mase s brzinom. No sad, obrnuto, možemo izvesti kako se mijenja masa s brzinom ako postoji iskustveni odnos E = m∙c2. Što ima elektron veću kinetičku energiju, to mora po tom odnosu imati i veću masu.